# Brion-près-Thouet
Brion-près-Thouet è un comune francese di 779 abitanti situato nel dipartimento delle Deux-Sèvres nella regione della Nuova Aquitania.

## Società

### Evoluzione demografica
Abitanti censiti